# Nông nghiệp thời Trung Cổ

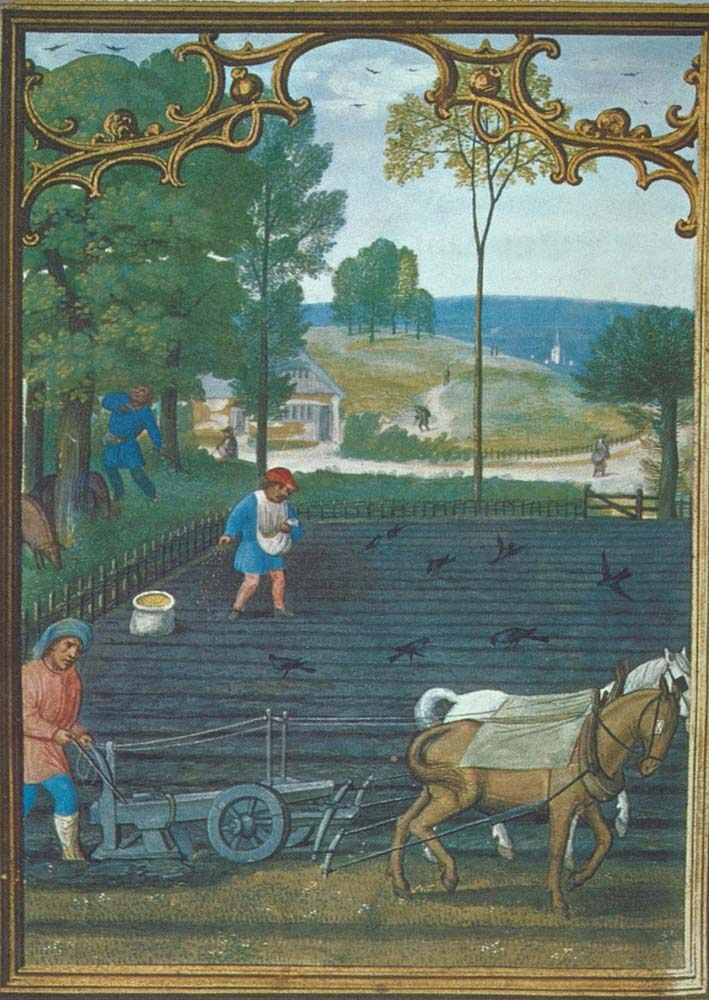
Nông nghiệp thời Trung Cổ

Nông nghiệp thời Trung cổ (476 - 1500) thể hiện các tập quán canh tác, cây trồng, công nghệ, xã hội và kinh tế nông nghiệp của châu Âu từ sự sụp đổ của Đế quốc Tây La Mã vào năm 476 đến khoảng năm 1500. Nông nghiệp thời kỳ này đặc trưng bởi hệ thống canh tác ba đồng, cối xay gió, và các công cụ bằng sắt. Thời kỳ này được chia thành ba giai đoạn: Trung Cổ Sơ kỳ, Trung Cổ Cao kỳ và Trung Cổ Hậu kỳ.
Dịch bệnh và khí hậu mát mẻ khiến dân số châu Âu sụt giảm mạnh vào thế kỷ thứ 6. Nông nghiệp Trung cổ ở Tây Âu tập trung tự cung tự cấp hơn so với thời La Mã. Đến năm 1000, chế độ phong kiến bắt đầu. Ở Bắc Âu, dân cư nông nghiệp thường sống trong các trang viên do Lãnh chúa chủ trì, cùng nhà thờ Công giáo La Mã và linh mục. Nông dân hoặc nông nô trồng trọt để nuôi sống bản thân và làm việc cho lãnh chúa, nhà thờ hoặc trả tiền thuê đất. Lúa mạch, lúa mì là cây trồng chính; yến mạch, lúa mạch đen, nhiều loại rau, trái cây cũng được trồng. Bò, ngựa dùng làm động vật kéo. Cừu được nuôi lấy len, lợn lấy thịt.
Mất mùa do các hiện tượng thời tiết cực đoan thường xuyên diễn ra dẫn đến nạn đói hoành hành liên tục trong suốt thời Trung cổ.
Hệ thống nông nghiệp thời Trung cổ bắt đầu suy thoái vào thế kỷ 14 do sự phát triển của phương pháp canh tác hiện đại ở các vùng đất thấp và sự dư thừa đất đai do Đại dịch Cái chết đen vào năm 1347-1351. Đại dịch này dẫn đến suy giảm dân số, tạo ra nhiều đất đai hơn cho số lượng nông dân giảm dần. Tuy nhiên, các tập quán canh tác thời Trung cổ vẫn tiếp tục tồn tại ở các vùng Slav và một số khu vực khác cho đến giữa thế kỷ 19.

## Bối cảnh

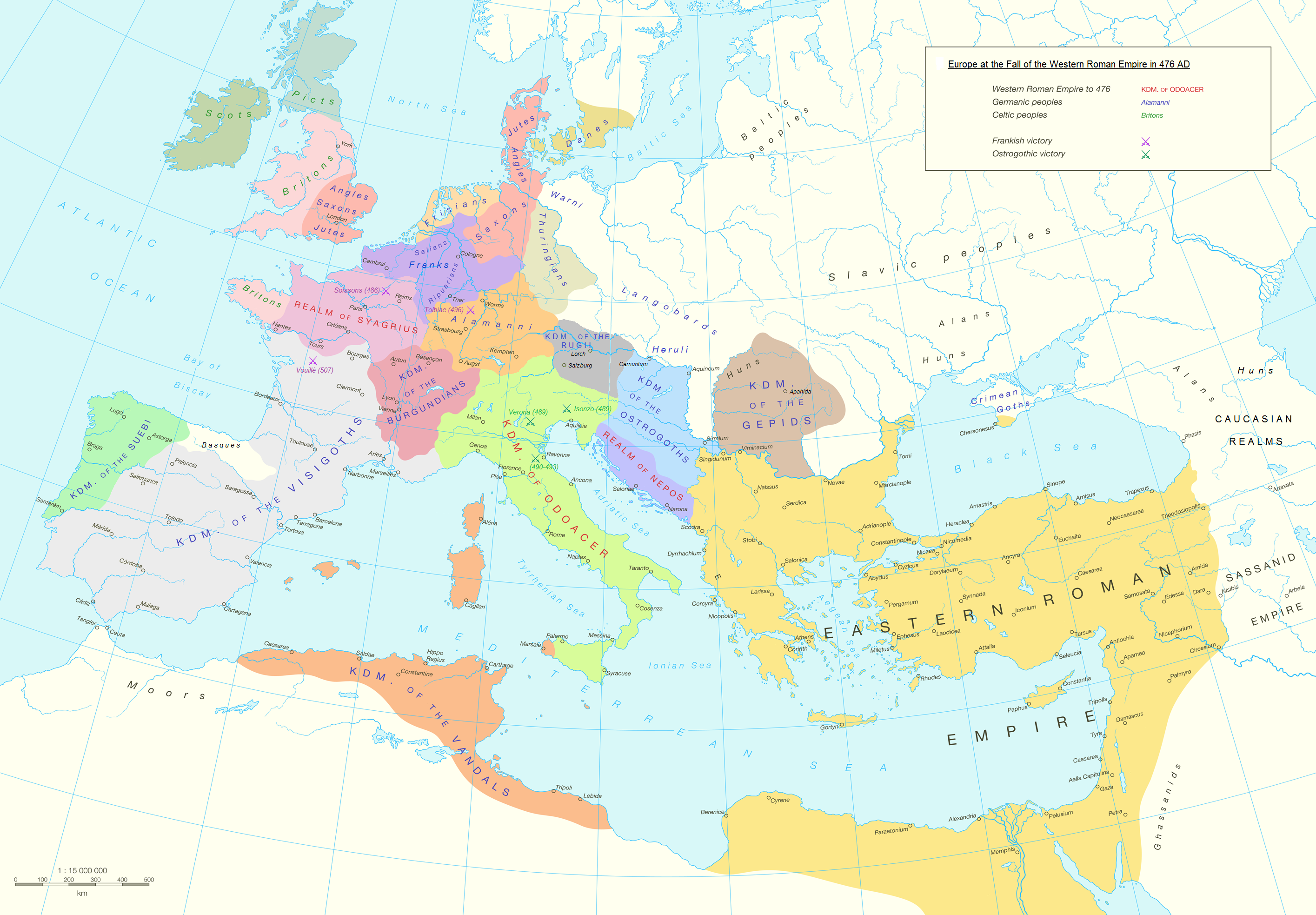
Sau sự sụp đổ của Đế quốc Tây La Mã vào năm 476, châu Âu và Trung Đông bước vào giai đoạn lịch sử đầy biến động.

Nền nông nghiệp châu Âu chịu ảnh hưởng sâu sắc bởi ba sự kiện lịch sử quan trọng trong nhiều thế kỷ qua. Sự kiện đầu tiên là sự sụp đổ của Đế quốc Tây La Mã vào đầu thế kỷ 5, khi các bộ lạc man rợ xâm lược và lãnh thổ đế chế bị phân chia. Việc cai trị thường xuyên thay đổi và thiếu ổn định trong thời kỳ này đã tác động mạnh mẽ đến hoạt động nông nghiệp. Tuy nhiên, hai yếu tố chung đã giúp liên kết châu Âu trong giai đoạn này. Thứ nhất, Cơ đốc giáo dần trở thành tôn giáo thống trị, tạo nền tảng văn hóa và tinh thần chung cho người dân châu Âu. Thứ hai, tiếng Latinh được sử dụng như ngôn ngữ chung cho giao tiếp quốc tế, học thuật và khoa học ở Tây Âu, trong khi tiếng Hy Lạp đóng vai trò tương tự ở Đế quốc Đông La Mã.
Sự kiện thứ hai là kỷ nguyên lạnh đi toàn cầu bắt đầu từ năm 536 và kéo dài đến khoảng năm 660. Nguyên nhân chính của hiện tượng này được cho là do một loạt các vụ phun trào núi lửa xảy ra vào các năm 536, 540 và 547. Nhiệt độ mùa hè ở châu Âu giảm xuống tới 2,5 °C (4,5 °F), bầu trời trở nên mờ mịt do bụi núi lửa bao phủ bầu khí quyển trong suốt 18 tháng, dẫn đến mất mùa và nạn đói trên diện rộng. Thậm chí, nhiệt độ thấp hơn so với thời kỳ La Mã trước đó kéo dài hơn một thế kỷ. Thời kỳ Tiểu băng hà muộn đã xảy ra trước đó và có thể đã góp phần gây ra một số biến động lịch sử, bao gồm đại dịch, di cư và bất ổn chính trị.
Tiếp theo là đại dịch Bệnh dịch hạch Justinian, bùng phát từ năm 541 và lan rộng khắp châu Âu, tái diễn nhiều lần cho đến năm 750. Theo ước tính, đại dịch khủng khiếp này đã cướp đi sinh mạng của 25% dân số Đế chế Đông La Mã và tỷ lệ tương tự ở khu vực Tây và Bắc Âu. Tác động kép của khí hậu lạnh giá và đại dịch đã dẫn đến giảm sút nghiêm trọng năng suất ngũ cốc.
Do ảnh hưởng của các yếu tố này, dân số châu Âu vào năm 600 đã giảm đáng kể so với năm 500. Theo ước tính của một học giả, dân số trên bán đảo Ý đã giảm từ 11 triệu người vào năm 500 xuống còn 8 triệu vào năm 600 và duy trì ở mức này trong gần 300 năm.

## Thời kỳ Trung Cổ Sớm
Nhiều người tin rằng sự sụp đổ của Đế quốc Tây La Mã đã kéo theo một "thời kỳ đen tối" ở Tây Âu. Tuy nhiên, điều này có thể không đúng với phần lớn dân số, đặc biệt là nông dân, vốn chiếm khoảng 80% dân số. Việc Đế chế La Mã sụp đổ có thể đã mang lại lợi ích cho họ: "sự giảm bớt gánh nặng thuế má, sự suy yếu của tầng lớp quý tộc và do đó mang lại nhiều tự do hơn". Nông thôn ở Đế chế La Mã được tô điểm bởi những biệt thự, hay điền trang, mà Pliny the Elder đã mô tả là "sự tàn phá của nước Ý". Các điền trang này thuộc sở hữu của giới quý tộc giàu có và do lao động nô lệ vận hành một phần. Chỉ riêng ở Anh, đã có hơn 1.500 biệt thự được ghi nhận tồn tại. Với sự sụp đổ của Rome, các biệt thự không còn được sử dụng cho giới thượng lưu mà bị bỏ hoang hoặc chuyển đổi sang mục đích thực tế hơn. "Ở Tây Âu thời kỳ này, có thể nhận thấy tác động của việc giải phóng khỏi áp lực của thị trường, quân đội và thuế khóa của đế chế La Mã, khi họ quay trở lại hoạt động nông nghiệp dựa trên nhu cầu địa phương nhiều hơn."
Dân số giảm sút trong thế kỷ thứ 6, dẫn đến tình trạng thiếu hụt lao động, tạo điều kiện thuận lợi cho những người dân nông thôn vốn là nô lệ hoặc bị ràng buộc với đất đai theo luật La Mã được cải thiện cuộc sống.

Europe at the death of Charlemagne, 814.

Lịch sử nông nghiệp của Đế chế Đông La Mã vào thời kỳ này có nhiều điểm khác biệt so với Tây Âu. Trong thế kỷ thứ 5 và thứ 6, Đế chế này chứng kiến sự phát triển mạnh mẽ của nền nông nghiệp công nghiệp và định hướng thị trường, tập trung vào sản xuất dầu ô liu và rượu vang, cùng với việc áp dụng các công nghệ mới như máy ép dầu và rượu vang. Về mô hình định cư, Đông La Mã cũng khác biệt so với Tây Âu. Thay vì những biệt thự như ở Tây Âu, nông dân Đông La Mã sinh sống trong những ngôi làng truyền thống, và thậm chí còn mở rộng quy mô sau này.
Bán đảo Iberia có quá trình phát triển khác biệt so với Đông Âu và Tây Âu trong thời kỳ này. Dù có bằng chứng về việc bỏ hoang đất nông nghiệp và tái trồng rừng do dân số giảm, nhưng cũng có dấu hiệu cho thấy sự phát triển của chăn thả gia súc quy mô lớn và chăn nuôi gia súc theo định hướng thị trường như ngựa, la và lừa. Nền kinh tế bán đảo Iberia dường như đã tách biệt với phần còn lại của châu Âu và trở thành đối tác thương mại chính với Bắc Phi vào thế kỷ thứ 5, rất lâu trước khi cuộc chinh phục của Umayyad vào năm 711.

## Phong kiến

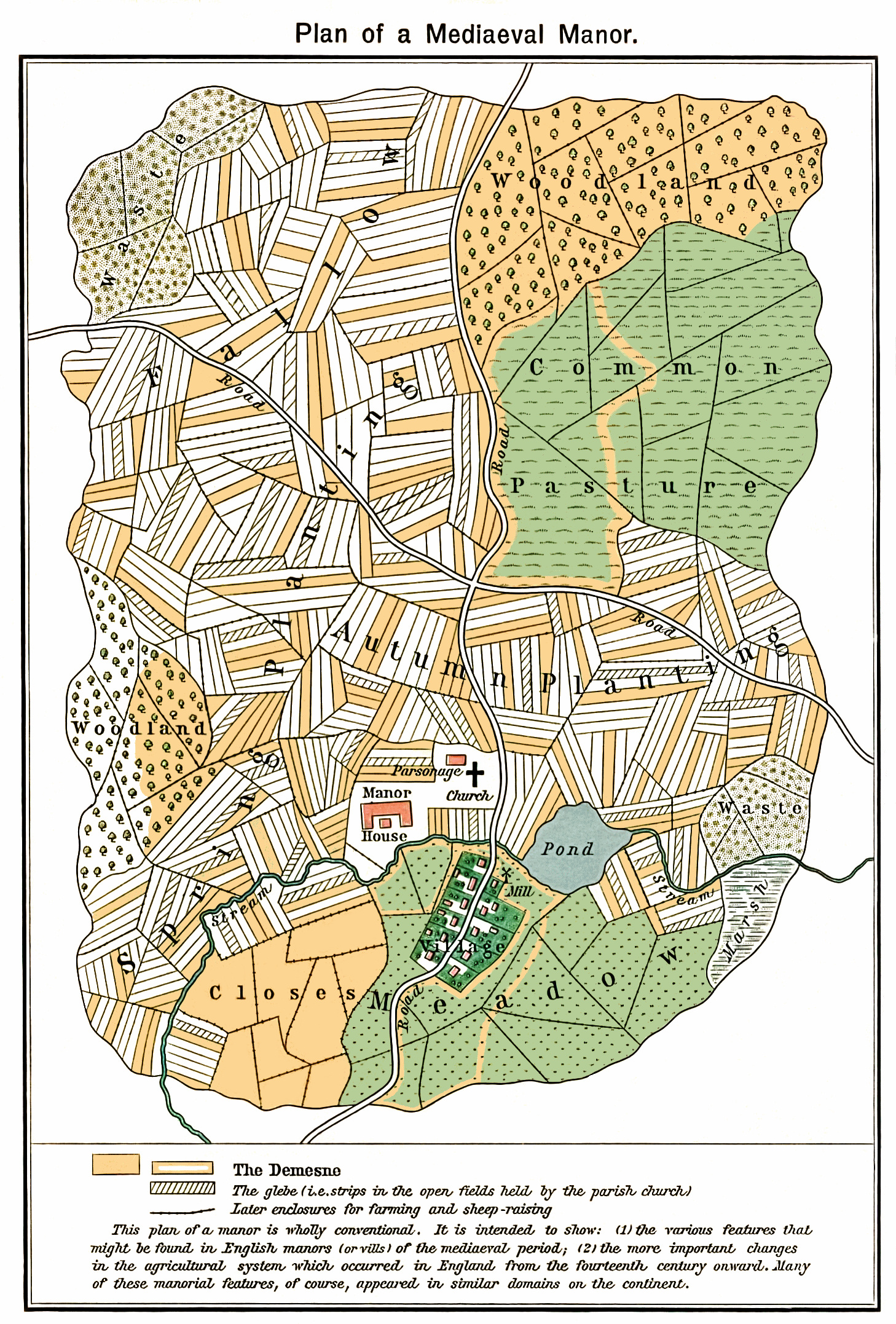
Sơ đồ của một trang viên thời Trung cổ ở châu Âu.

Hệ thống biệt thự và điền trang La Mã sử dụng lao động nô lệ dần được thay thế bằng chế độ quan lại và nông nô. Nhà sử học Peter Sarris cho thấy đặc điểm phong kiến xuất hiện ở Ý vào thế kỷ thứ 6, và thậm chí sớm hơn ở Đế quốc Đông La Mã và Ai Cập. Điểm khác biệt chính giữa biệt thự và trang viên thời Trung cổ là: biệt thự tập trung vào nông nghiệp thương mại và chuyên môn hóa, trong khi trang viên hướng tới tự cung tự cấp.
Nô lệ là lực lượng lao động chủ yếu trong nông nghiệp La Mã nhưng đã biến mất ở Tây Âu vào năm 1100. Nô lệ La Mã bị coi như tài sản, không có quyền con người và có thể bị mua bán tùy ý. Nông nô tuy bị ràng buộc với đất đai nhưng được đảm bảo quyền sở hữu. Khi trang viên đổi chủ, nông nô vẫn được phép ở lại. Nông nô có quyền hạn chế về tài sản nhưng không được tự do đi lại và phải trả chủ lao động hoặc tiền thuê nhà.
Chế độ phong kiến phát triển mạnh ở Bắc Âu vào năm 1000, tập trung tại các vùng đất nông nghiệp trù phú như Pháp và Anh. Xã hội thời Trung cổ bao gồm ba tầng lớp là giáo sĩ, quý tộc và nông dân. Xã hội thời kỳ này có sự phân chia rõ rệt, đồng thời quyền lực trung ương suy yếu sau khi Đế chế Carolingian sụp đổ. Châu Âu trở thành mảnh đất chắp vá với các lãnh địa do lãnh chúa và giáo sĩ cai trị, chủ yếu là nông dân, với mức độ giàu có khác nhau.
Cái chết đen (1347–1351) và các trận dịch sau đó là một trong những nguyên nhân chính dẫn đến sự sụp đổ của chế độ phong kiến ở châu Âu, giết chết hơn một phần ba dân số. Sau Cái chết đen, đất đai trở nên dồi dào, lao động khan hiếm và mối quan hệ cứng nhắc giữa nông dân, nhà thờ và giới quý tộc bị thay đổi. Hệ thống phong kiến được cho là chấm dứt ở Tây Âu vào khoảng năm 1500, mặc dù ở Nga, nông nô mới được giải phóng vào năm 1861.

## Hệ thống nông nghiệp

Mô hình ba thửa ruộng phổ biến ở Châu Âu thời Trung cổ.

Hệ thống đồng ruộng mở là đặc điểm nổi bật của châu Âu thời Trung cổ, với những cánh đồng rộng lớn. Nông dân sở hữu nhiều dải đất rải rác để giảm thiểu rủi ro thất mùa. Lãnh chúa và giáo sĩ cũng có những dải đất riêng. Hệ thống này đòi hỏi sự hợp tác giữa cộng đồng và lãnh chúa, linh mục, với việc tuân theo chế độ luân canh chung và quy định canh tác.
Hệ thống đồng ruộng mở áp dụng hai mô hình canh tác điển hình. Mô hình đầu tiên chia đất canh tác thành hai thửa, luân canh giữa trồng trọt và bỏ hoang mỗi năm. Cánh đồng bỏ hoang được phục hồi độ phì nhiêu và dùng để chăn thả gia súc khi không trồng trọt. Mô hình này phổ biến nhất ở vùng Địa Trung Hải với khí hậu mùa hè khô, nơi cây ngũ cốc được trồng vào mùa thu và thu hoạch vào mùa xuân, do mùa hè quá khô không thích hợp cho cây trồng mùa xuân.
Ở giai đoạn sau của thời Trung cổ, miền Bắc Âu với khí hậu ẩm ướt thường áp dụng mô hình ba thửa ruộng. Một thửa ruộng được gieo trồng vào mùa thu, một thửa ruộng được gieo trồng vào mùa xuân, và thửa ruộng thứ ba được bỏ hoang. Các loại cây trồng được luân canh theo từng năm và theo từng thửa ruộng. Do đó, canh tác theo mô hình này thâm canh hơn so với mô hình hai thửa ruộng. Trong cả hai mô hình, các khu vực chung như rừng, đồng cỏ và cả những thửa ruộng được bỏ hoang đều được sử dụng để chăn thả gia súc tập thể và lấy gỗ.
Rừng, đồng cỏ là đất chung dành cho tất cả nông dân trong trang viên khai thác, nhưng được quản lý chặt chẽ về số lượng vật nuôi để đảm bảo tránh chăn thả quá mức. Cánh đồng bỏ hoang cũng là khu vực chung để chăn thả gia súc.

## Tài sản của nông dân
Diện tích đất canh tác phân bố không đồng đều giữa nông dân. Khảo sát tại bảy quận Anh năm 1279, có thể tương tự toàn châu Âu, cho thấy 46% nông dân sở hữu dưới 4 ha đất, không đủ nuôi gia đình. Một số không có đất hoặc chỉ có vườn nhỏ. Nông dân nghèo thường làm thuê cho nông dân giàu hoặc buôn bán ngoài nông nghiệp, xuân nông. Lãnh chúa sở hữu 32% đất. Nông dân phải làm việc trên đất của lãnh chúa hoặc trả tiền thuê.

## Nạn đói
Nạn đói do mất mùa là mối lo thường trực ở châu Âu thời Trung cổ. Vận chuyển ngũ cốc bằng đường bộ khó khăn là nguyên nhân khiến giá tăng gấp đôi mỗi 50 dặm, làm giảm hiệu quả nhập khẩu ngũ cốc từ nơi khác để khắc phục nạn đói.
Nghiên cứu cho thấy nạn đói xảy ra trung bình 20 năm một lần ở châu Âu từ 750 đến 950, chủ yếu do thời tiết khắc nghiệt ảnh hưởng đến sản lượng nông nghiệp. Chiến tranh không phải nguyên nhân chính. Một nghiên cứu về mất mùa ở Winchester, Anh từ 1232 đến 1349 cho thấy lúa mì mất mùa trung bình 12 năm một lần, lúa mạch và yến mạch 8 năm một lần. Nạn đói cục bộ xảy ra khi một hoặc nhiều vụ mùa thất bát. Thời tiết vẫn là nguyên nhân chính. Biến đổi khí hậu có thể đóng vai trò khi Kỷ băng hà nhỏ bắt đầu từ 1275 đến 1300, rút ngắn mùa sinh trưởng.
Nạn đói ở Hungary từ 1243 đến 1245 là hậu quả trực tiếp của cuộc xâm lược của Mông Cổ. Ước tính 20-50% dân số Hungary đã chết vì đói và chiến tranh. Nạn đói lớn nhất thời Trung cổ là Nạn đói năm 1315-1317 (kéo dài đến năm 1322), ảnh hưởng đến 30 triệu người ở Bắc Âu, khiến 5-10% dân số tử vong. Nạn đói xảy ra sau ba thế kỷ tăng trưởng dân số và thịnh vượng, do "mùa đông khắc nghiệt, mùa xuân mưa, mùa hè và mùa thu". Năng suất cây trồng giảm 1/3 hoặc 1/4, gia súc kéo chết hàng loạt. Cái chết đen năm 1347-1352 gây chết người nhiều hơn, nhưng Nạn đói lớn là thảm họa thiên nhiên tồi tệ nhất thời Trung cổ sau này.